# Wigand von Marburg
Wigand von Marburg war ein Herold des Deutschen Ordens in Preußen, der zu Ende des 14. Jahrhunderts wirkte. Über seine Person ist kaum etwas bekannt. Er verfasste eine Reimchronik zur preußischen Geschichte, die in Auszügen und späteren Bearbeitungen erhalten ist. Die Reimchronik ist eine grundlegende Quelle für die Geschichte der preußischen Gebiete und des angrenzenden Polen und Litauen für die Jahre von 1293 bis 1394, besser von 1311 bis 1394. Sie verbindet Tatsachenberichte mit Legenden, Volksmärchen und Mythen. Teilweise schildert Wigand als Zeitgenosse eigenes Erleben.

## Reimchronik

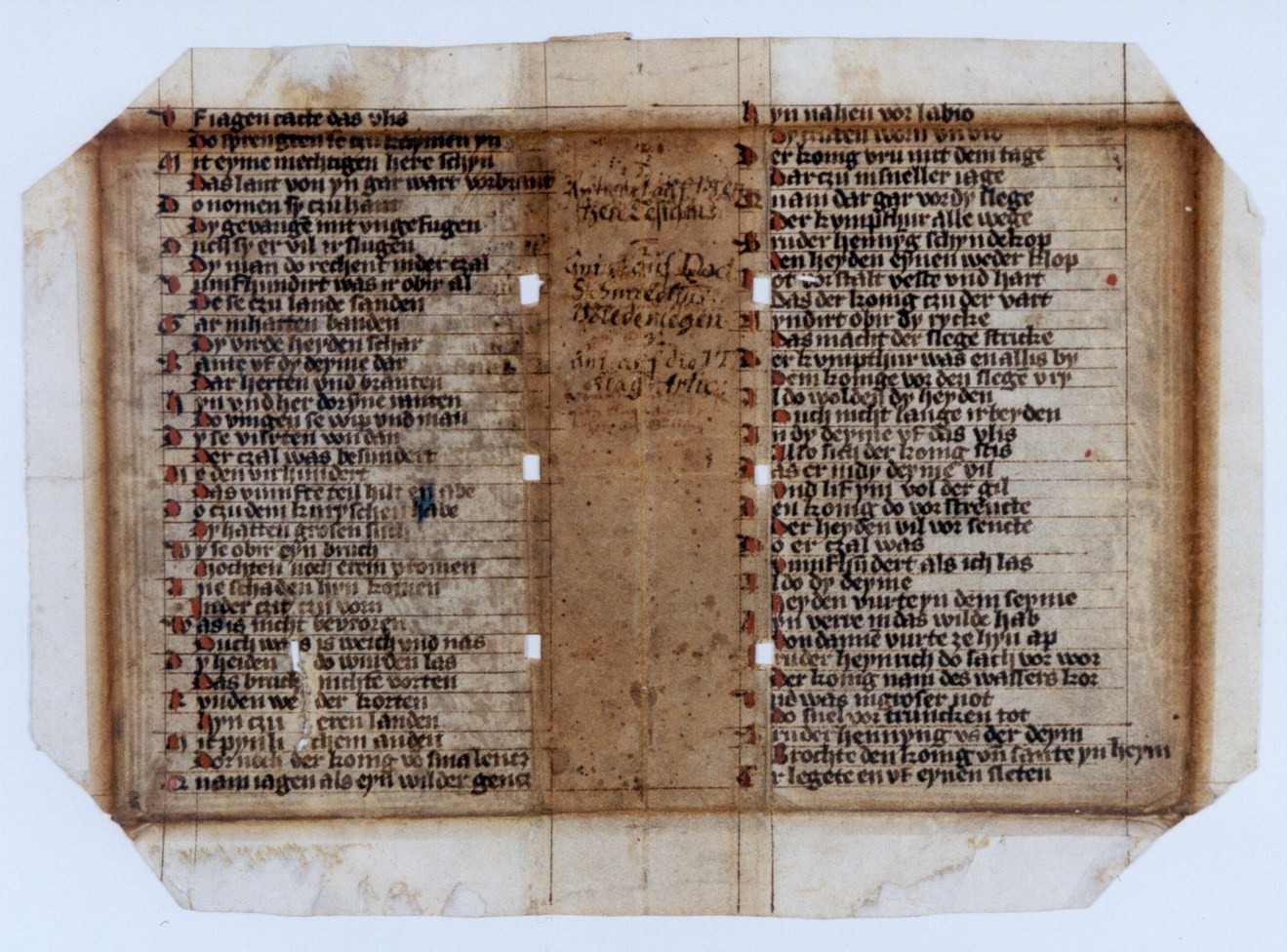
Fragment der Reimchronik (Landesbibliothek Karlsruhe)

Bis in das letzte Viertel des 16. Jahrhunderts existierte, zuletzt von den damaligen Danziger Chronisten Kaspar Schütz und Stenzel Bornbach benutzt, eine in kurzen deutschen Reimpaaren abgefasste Chronik, welche die Kriegszüge des Deutschen Ordens in Preußen, die litauischen wie die polnischen, von 1311 bis 1394 erzählte, und als deren Verfasser Schütz wohl nach einer Angabe in der ihm vorliegenden Arbeit selbst Wigandus von Marburg nennt. Der Verfasser des Dichtwerkes sagt von sich selbst, dass er sich in der Umgebung des Hochmeisters Konrad von Wallenrod (1391–1393) befunden und auf Veranlassung desselben sein Werk ausgearbeitet hätte; aller Wahrscheinlichkeit nach ist er ein und dieselbe Person mit dem Wygant von Marburg, welcher nach einer Notiz des Treßlerbuches (Ausgabebuches) des Ordens noch 1409 als hochmeisterlicher Wappenherold im Dienste war. Dann wäre er aber nicht, wie Schütz behauptet, ein Bruder des Ordens, noch auch von ritterlicher Herkunft. 1863 waren von der deutschen Fassung neun kurze Bruchstücke bekannt mit zusammen 267 Versen. Hinzu kamen 1870 zwei Pergamentmakulaturen mit 134 und 140 Versen. Der ursprüngliche Umfang des ganzen Werkes wurde auf mindestens 25.000 Verse geschätzt.

## Prosafassung
1464 fertigte Konrad Gesselen, Kaplan in Thorn, nach eigener Angabe aus dem hessischen Geismar gebürtig, im Auftrag des polnischen Chronisten Jan Długosz innerhalb weniger Tage eine Übersetzung oder vielmehr Umarbeitung der Reimchronik in lateinische Prosa, die er Cronica nova Prutenica betitelte, zur Unterscheidung von der von ihm ebenfalls im Auszug übersetzten Reimchronik des Nikolaus von Jeroschin. Diese lateinische Fassung, welche 1821 zu Thorn aufgefunden wurde, gaben der Historiker Johannes Voigt und der polnische Graf Edward Raczyński mit einer parallel gesetzten polnischen Übersetzung 1842 zu Posen in Druck.
Die lateinische Prosa-Bearbeitung ist fast vollständig erhalten, allerdings mit Abweichungen, oft falschen Angaben, wie etwa Verwechslungen von Orten, Flüchtigkeiten und Sinnentstellungen bis zur völligen Verbrämung. Konrad Gesselen übersetzte die lateinische Fassung wiederum ins Niederdeutsche, wobei er den Text resümierte und rhetorisch akzentuierte.

## Ausgaben
- Johannes Voigt, Edward Raczyński: Wigandi Marburgensis equitis et fratris ordinis Teutonici Chronicon seu annales, Posen 1842. Google Books (die Jahre 1311–1394 der lateinischen Prosafassung und eine anonyme Fortsetzung bis 1433)
- Theodor Hirsch (Hrsg.): Die Chronik Wigands von Marburg. In: Scriptores rerum Prussicarum, Band 2, Leipzig 1863, S. 429–662 (vollständiges Digitalisat der Bayerischen Staatsbibliothek, zusammen mit den Auszügen von Schütz und Bornbach und neun Bruchstücken der deutschen Reimchronik).
- Theodor Hirsch (Hrsg.): Zwei Fragmente der Reimchronik Wigand’s von Marburg. In: Scriptores rerum Prussicarum, Band 4, Leipzig 1870, S. 1–8. Google Books (zwei Pergamentmakulaturen der deutschen Reimchronik)
- Sławomir Zonenberg und Krzysztof Kwiatkowski (Hrsg.): Wigand von Marburg: Nowa kronika pruska, Toruń 2017.